# Средние Кибечи
Сре́дние Кибе́чи (чув. Вӑтакас Кипеч) — деревня в Канашском районе Чувашской Республики. Административный центр Среднекибечского сельского поселения.

## География
Находится в центральной части Чувашии, на расстоянии приблизительно 10 км на север по прямой от районного центра города Канаш у республиканской автодороги.

## История
Известна с 1858 года как околоток деревни Большие Кибечи (ныне не существует). В 1897 году было учтено 453 жителя, в 1926—119 дворов, 577 жителей, в 1939—674 жителей, в 1979—485. В 2002 году было 127 дворов, в 2010 — 96 домохозяйств. В 1931 году был образован колхоз «Память Ильича».

## Население
Постоянное население составляло 340 человек (чуваши 99 %) в 2002 году, 286 в 2010.